# Kartitsch
Kartitsch é um município da Áustria, situado no distrito de Lienz, no estado do Tirol. Tem 58,89 km² de área e sua população em 2019 foi estimada em 771 habitantes.